# Leonardo Nascimento de Araújo

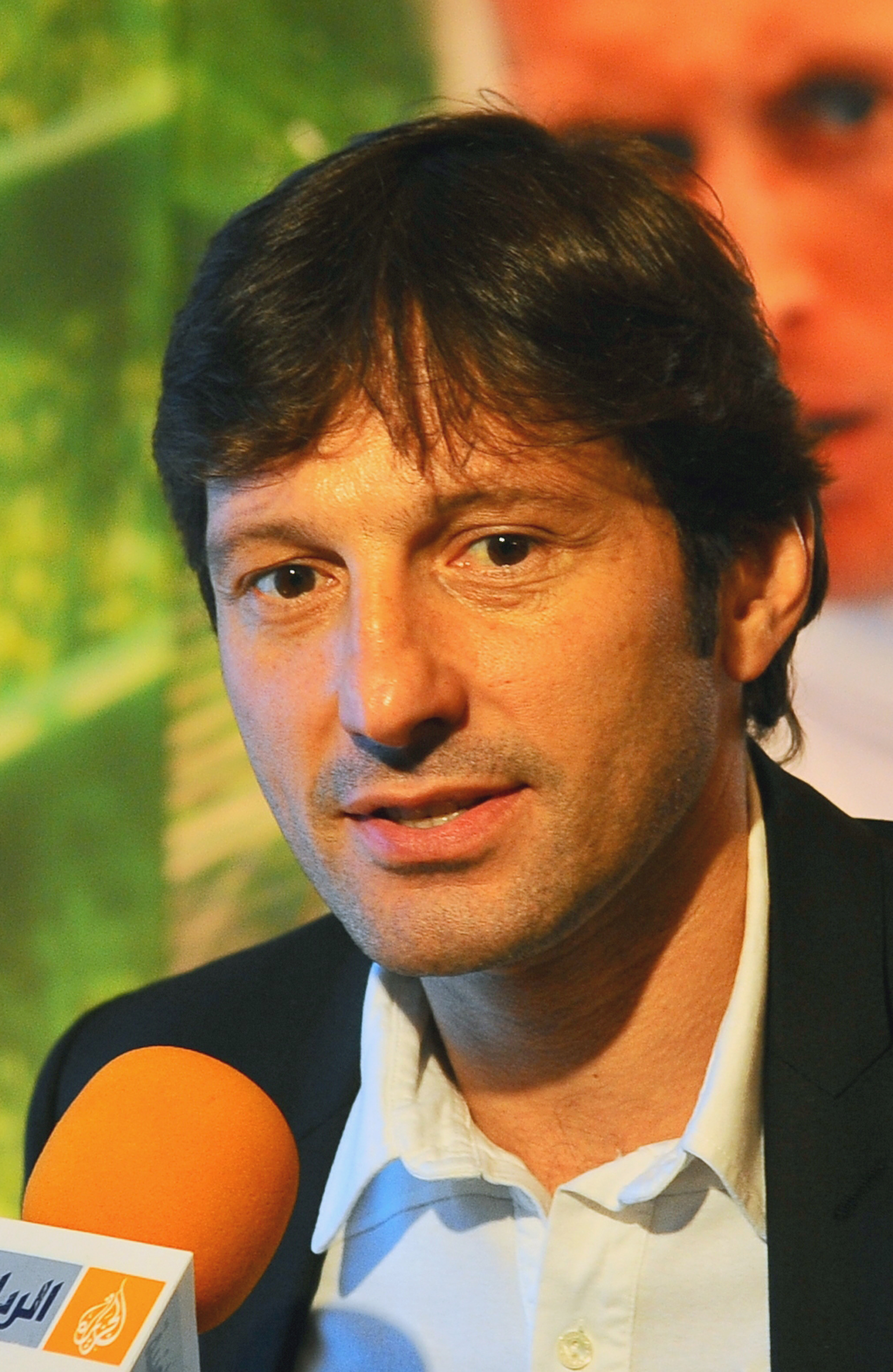
Leonardo, en una foto de 2011.

Leonardo de Araujo és un exfutbolista i entrenador brasiler, que ocupava la posició de migcampista atacant. Va néixer a Niterói el 5 de setembre de 1969.

## Trajectòria
Leonardo va començar la seua carrera amb el club brasiler de Flamengo el 1987. Amb només 17 anys, va tenir l'oportunitat de jugar amb futbolistes de la talla de Zico, Leandro, Bebeto o Renato Gaúcho, i prendre part del seu primer campionat brasiler. En 1990, signa amb el São Paulo FC, i el 1991, junt Raí i altres joves talents, comandants per l'entrenador Telé Santana, hi guanya el seu segon campionat.
Després d'eixe any, va passar al futbol europeu, tot jugant amb el València CF. Va romandre dues campanyes al club de Mestalla, i el 1993 retorna al seu país per a una breu estada al Sao Paulo, tot i que li va donar temps per guanyar diversos títols, com la Libertadores i la Intercontinental.
Va fer el seu debut internacional el 1990, sent seleccionat per al Mundial de 1994, en lloc del jove Roberto Carlos. Leonardo va fer uns bons primer partits, però va ser sancionat durant quatre partits per colpejar l'estatunidenc Tab Ramos, tot trencant-li el maxil·lar. Tot i demanar perdó, va haver de complir la pena, sense jugar-hi més partits del Mundial. Ha estat la segona sanció més llarga imposada en la història de les Copes Mundials.
Res més acabar el Mundial, va signar amb els Kashima Antlers, en la nova J. League japonesa. Ací també va reeixir, al costat del seu antic company Zico. En 1996 retorna a Europa per militar al Paris Saint-Germain FC francés, amb qui disputà la final de la Recopa de 1997 contra el FC Barcelona, la qual el Barça va guanyar.
En 1997 guanya la Copa Amèrica, i eixe mateix estiu fitxa per l'AC Milà per 8,5 milions d'euros. Amb els italians hi juga durant quatre temporades, en les quals suma 177 partits i 22 gols, tot passant a la història de l'esquadra rossonera. Va retornar breument al Brasil i el 2002 retorna al Milan, on penja les botes a l'any següent.
Leonardo va disputar el seu segon mundial el 1998, on va jugar els set partits fins a la final, perduda davant els amfitrions francesos. El 2002 va retirar-se també de la selecció del seu país, amb 60 internacionalitats i 8 gols.

### Després de retirar-se
Des del 2002, Leonardo s'ha dedicat a activitats socials amb la Fundação Gol de Letra i la Fondazione Milan. Durant el Mundial del 2006, va exercir de comentarista per a la BBC.
També treballa en la captació de futbolistes brasilers per a l'AC Milà. Va tindre el seu protagonisme en el fitxatge de Kaká al juliol del 2007, així com Alexandre Pato.

### Com entrenador
Ja al desembre del 2007 se li va oferir la direcció del West Ham United FC, que va refusar, i a l'any següent, ingressa com a Director Tècnic de l'AC Milà. Eixe mateix any obté la nacionalitat italiana, després de 12 anys de residència al país.
Quan Carlo Ancelotti deixa l'equip milanés per anar-se'n al Chelsea, a finals de maig del 2009, Leonardo va ser nomenat nou entrenador milanista. En eixe moment no disposava de títol d'entrenador, que el va aconseguir al mes següent. Va estar exempt del títol UEFA Pro license en ser un antic campió del Món, com a jugador.

## Títols

### Clubs
- Campionat brasiler de futbol 1991
- Copa do Brasil 1990
- Campionat paulista 1991
- Recopa Sudamericana 1993, 1994
- Supercopa Sudamericana 1993
- Copa Intercontinental 1993
- J. League 1996
- Serie A 1999
- Coppa Italia 2003

### Selecció
- Copa del Món de 1994
- Copa América 1997
- Copa Confederacions